# Metal Gear Survive
Jogo Eletrônico desenvolvido e publicado pela Konami, sem a autoria de Kojima, idealizador da série Metal Gear. 
1. ↑  «Origem da InfoBox». wikipedia. Consultado em 23 de abril de 2024
2. ↑  «METAL GEAR SURVIVE no Steam». store.steampowered.com. Consultado em 23 de abril de 2024
3. ↑  «Hideo Kojima Has Left Konami and Kojima Productions [Update]». GameSpot (em inglês). Consultado em 23 de abril de 2024